# Семенов Володимир Магомедович
Володимир Магомедович Семенов (8 червня 1940, аул Хурзук, тепер Карачаєвського району, Карачаєво-Черкесія, Російська Федерація) — радянський і російський військовий та державний діяч, головнокомандувач сухопутних військ СРСР (Російської Федерації), президент Карачаєво-Черкеської Республіки, генерал армії (13.06.1996). Член ЦК КПРС у 1990—1991 роках. Народний депутат СРСР (1989—1991). Член Ради Федерації Федеральних Зборів Російської Федерації (1999—2001).

## Життєпис
Батько — карачаєвець, мати — росіянка.
З 1958 року служив у Радянській армії. У 1962 році закінчив Бакинське вище загальновійськове командне училище імені Верховної ради Азербайджанської РСР.
Член КПРС з 1963 по 1991 рік.
Після закінчення училища командував мотострілецьким взводом, з 1966 року — мотострілецькою ротою.
У 1970 році закінчив Військову академію імені Фрунзе в Москві.
У 1971—1973 роках — начальник штабу — заступник командира полку. У 1973—1975 роках — командир полку.
У 1975—1977 роках — начальник штабу — заступник командира 30-ї гвардійської мотострілецької дивізії імені Верховної ради РРФСР Центральної групи військ у місті Зволен (Чехословаччина).
У 1979 році закінчив Військову академію Генерального штабу Збройних сил СРСР імені Ворошилова.
У 1979—1982 роках — командир дивізії. У 1982—1984 роках — командир армійського корпусу.
У 1984—1986 роках — командувач 29-ї загальновійськової армії Забайкальського військового округу.
У 1986—1988 роках — 1-й заступник командувача військ Забайкальського військового округу.
У серпні 1988 — вересні 1991 року — командувач військ Забайкальського військового округу.
31 серпня — грудень 1991 року — головнокомандувач сухопутних військ СРСР — заступник міністра оборони СРСР.
З 20 березня по 6 липня 1992 року — командувач Сил загального призначення Об'єднаних збройних сил Співдружності незалежних держав (такі сили, як і інші заплановані міжнаціональні збройні сили СНД, так і не були створені, фактично продовжував командувати частинами сухопутних військ на території Російської Федерації).
19 серпня 1992 — 11 квітня 1997 року — головнокомандувач сухопутних військ Збройних сил Російської Федерації — заступник міністра оборони Російської Федерації.
1 квітня 1992 був призначений також уповноваженим представником Російської Федерації з питань перебування російських військ на території Республіки Молдова.
У період першої чеченської війни виступав проти введення російських військ до Чечні. 30 листопада 1996 року наказом міністра оборони РФ виходячи з рішення Президента РФ був усунутий з посади головнокомандувача сухопутних військ. 11 квітня 1997 року указом Президента РФ офіційно звільнений з посади головнокомандувача сухопутних військ.
З квітня 1997 року був у розпорядженні міністра оборони Російської Федерації. У червні 1998 року призначений головним військовим радником Міністерства оборони Російської Федерації.
Восени 1998 року повернувся до Карачаєво-Черкесії й почав брати активну участь у політичному житті республіки.
14 вересня 1999 — 25 серпня 2000 року — голова Карачаєво-Черкеської Республіки.
Одночасно з листопада 1999 по листопад 2001 року — член Ради Федерації Федеральних Зборів Російської Федерації, член Комітету Ради Федерації із питань безпеки і оборони.
25 серпня 2000 — 4 вересня 2003 року — президент Карачаєво-Черкеської Республіки.
Генеральний інспектор Міністерства оборони Російської Федерації. 2004 року звільнений з військової служби.

## Звання
- генерал-лейтенант (29.10.1984)
- генерал-полковник (.11.1988)
- генерал армії (13.06.1996)

## Нагороди і звання
- два ордени Червоного Прапора
- орден «За службу Батьківщині у Збройних Силах СРСР» ІІ ст.
- орден «За службу Батьківщині у Збройних Силах СРСР» ІІІ ст.
- орден «За військові заслуги» (Російська Федерація) (1996)
- медаль «За військову доблесть. В ознаменування 100-річчя з дня народження Володимира Ілліча Леніна» (1970)
- медалі